# 金色宫殿僧院
金色宫殿僧院（缅甸语委转写： IPA：[ʃwènáɰ̃dɔ̀ tʃáuɰ̃]），又译为瑞南杜僧院、瑞南达僧院、金宫寺，又称瑞皎僧院（ရွှေကျောင်း），缅甸曼德勒的僧院，近曼德勒山和阿杜马昔皎僧院，建于1880年。

## 历史
金色宫殿僧院原本是敏東王在曼德勒王宫内的寝宫。1878年，敏东王在寝宫驾崩，敏东之子錫袍即位，他忌惮父亲的魂魄在殿内出没，于是耗费12万卢比将之迁至现址。迁移工程于1878年10月31日完工，改为僧院。据传錫袍王经常在此独坐沉思，到现在还留有其使用过的大狮宝座和冥想卧榻。
1992年入选世界遗产预备名单。

## 建筑
金色宫殿僧院为纯柚木打造，三层祇园式重檐，雕刻非常繁复精湛。底部以上百根柚木柱支撑，外围建木回廊。内壁和天花板涂金漆，金色宫殿的称号也是由此而来。
金色宫殿僧院是唯一现存且非现代重建的原曼德勒皇宫建筑。

## 图册

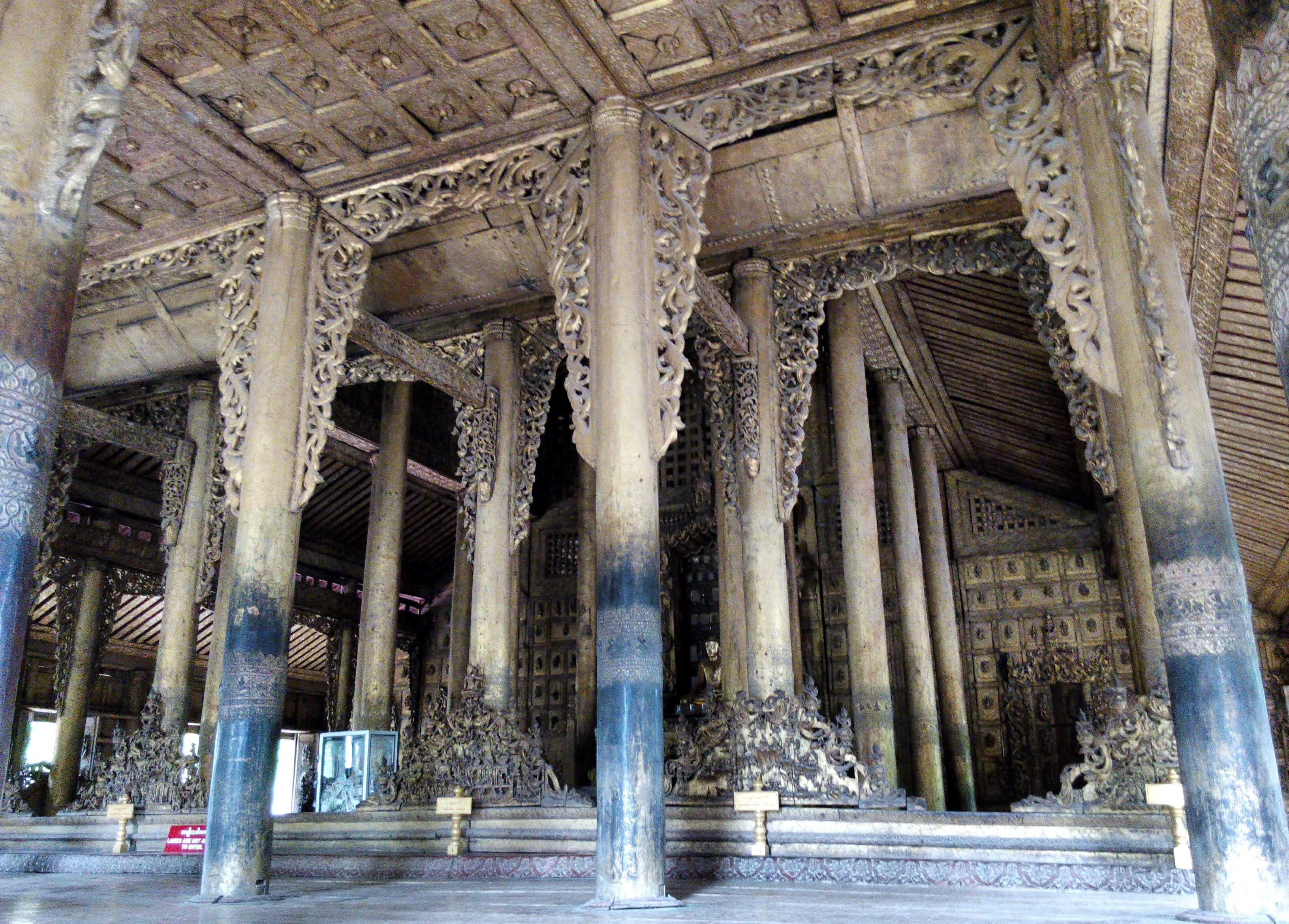
内部
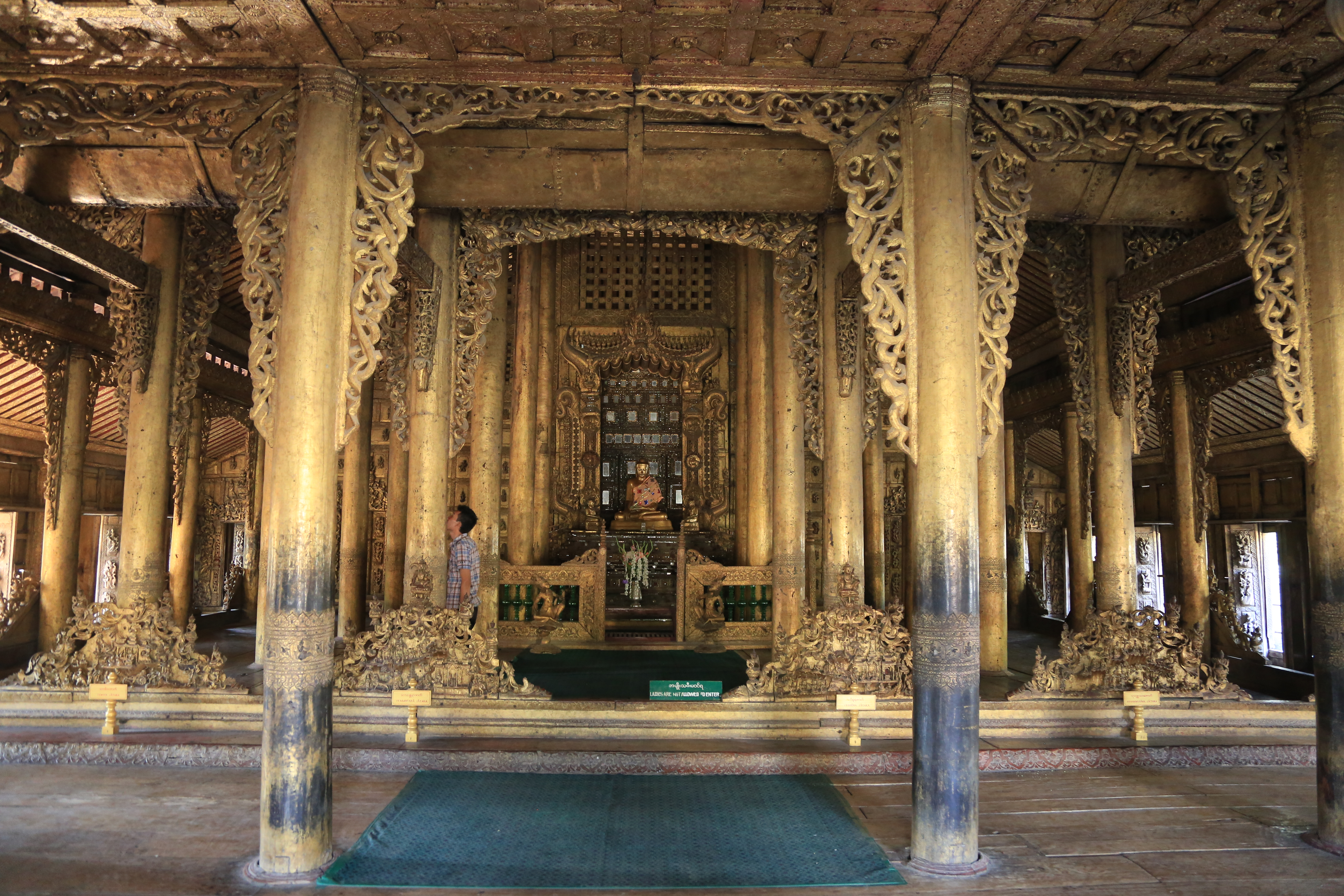
内部
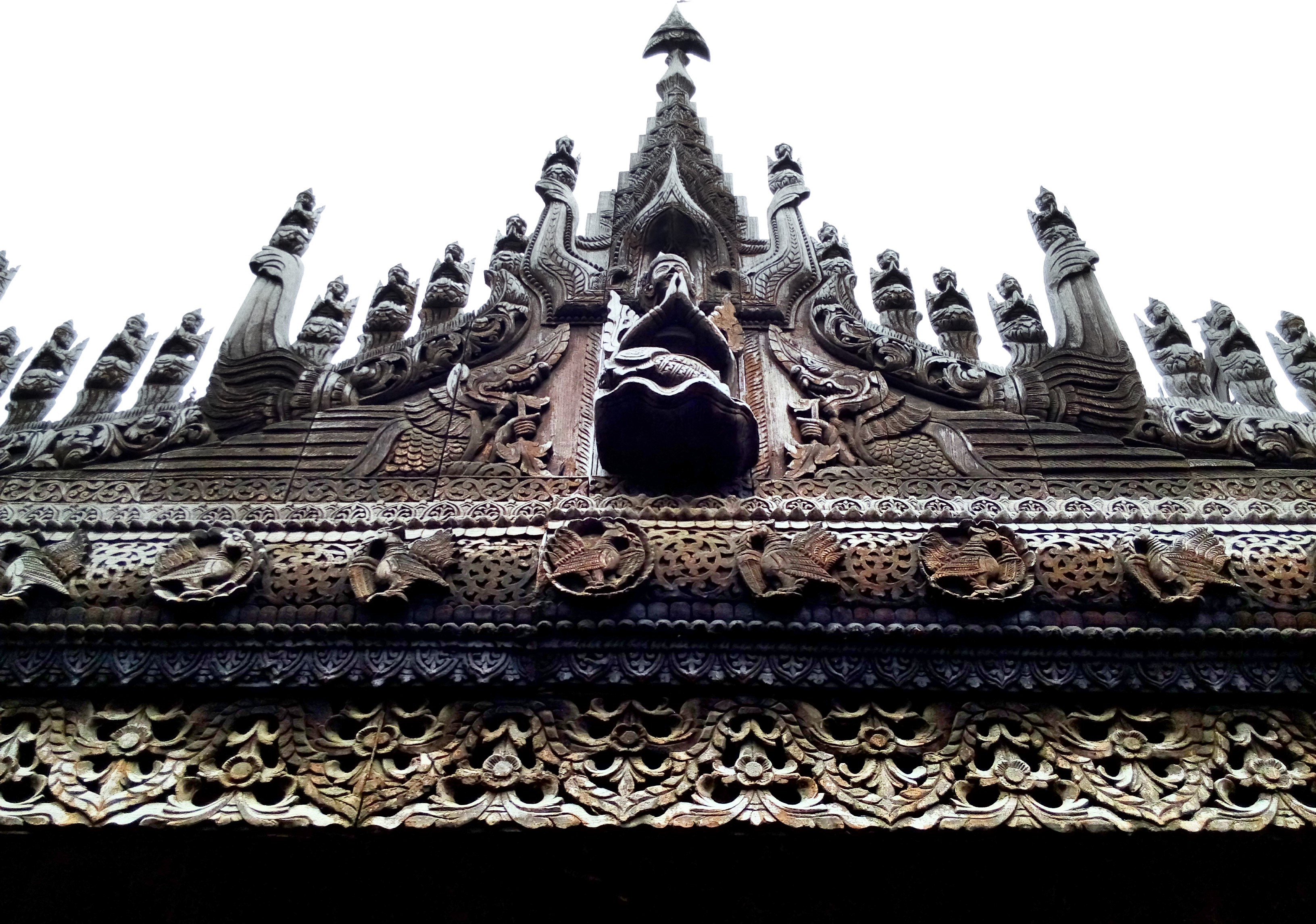
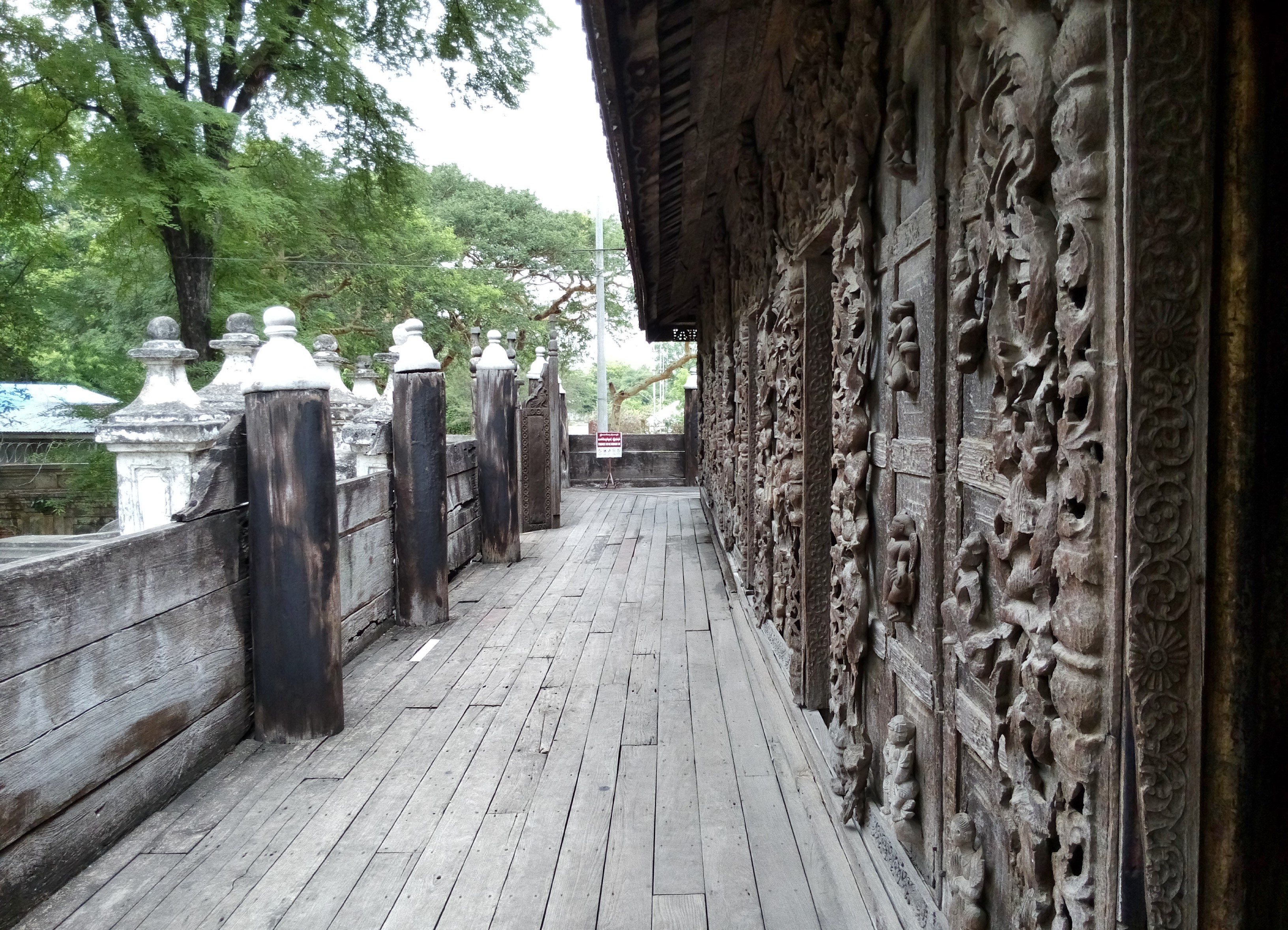
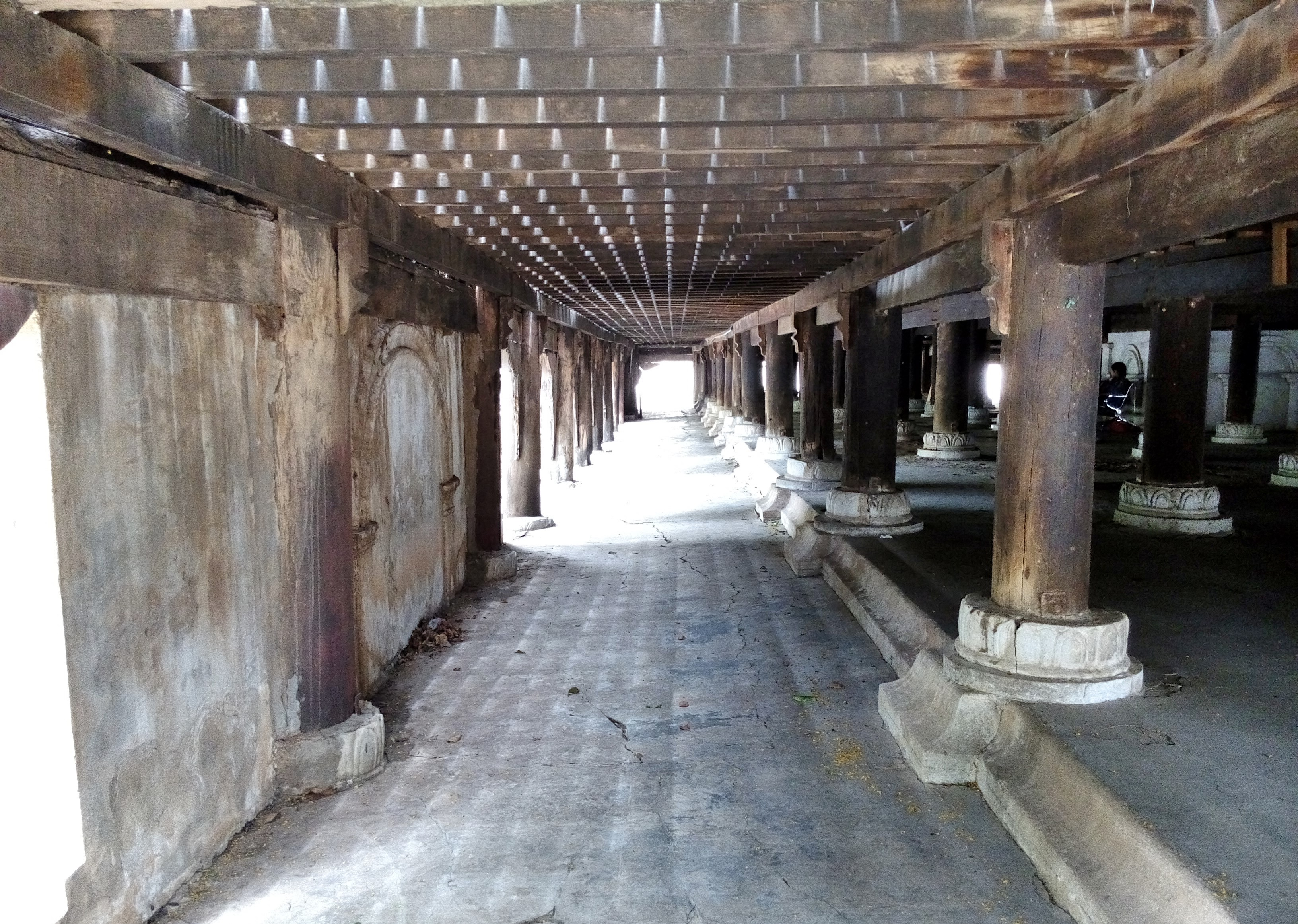
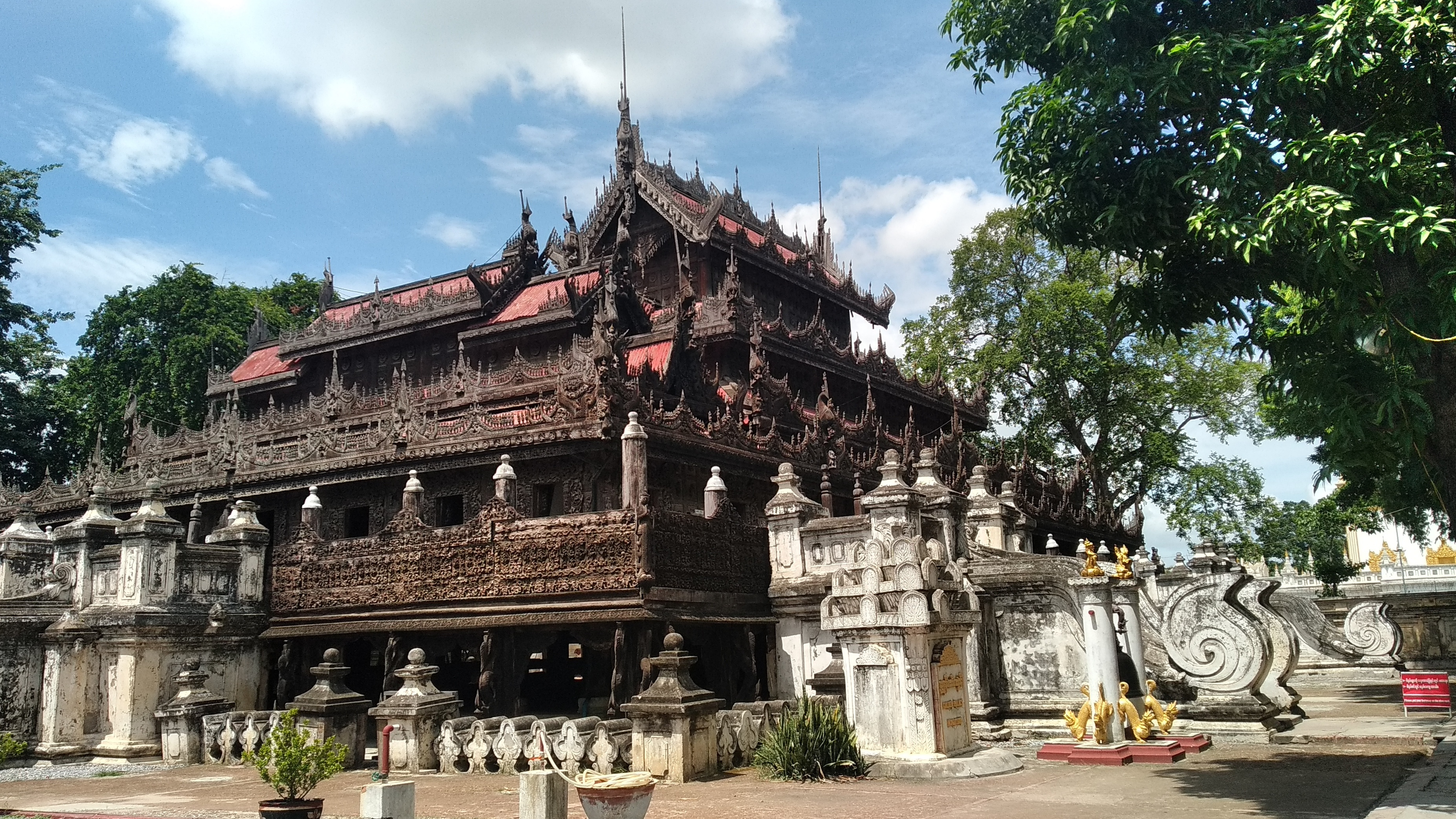
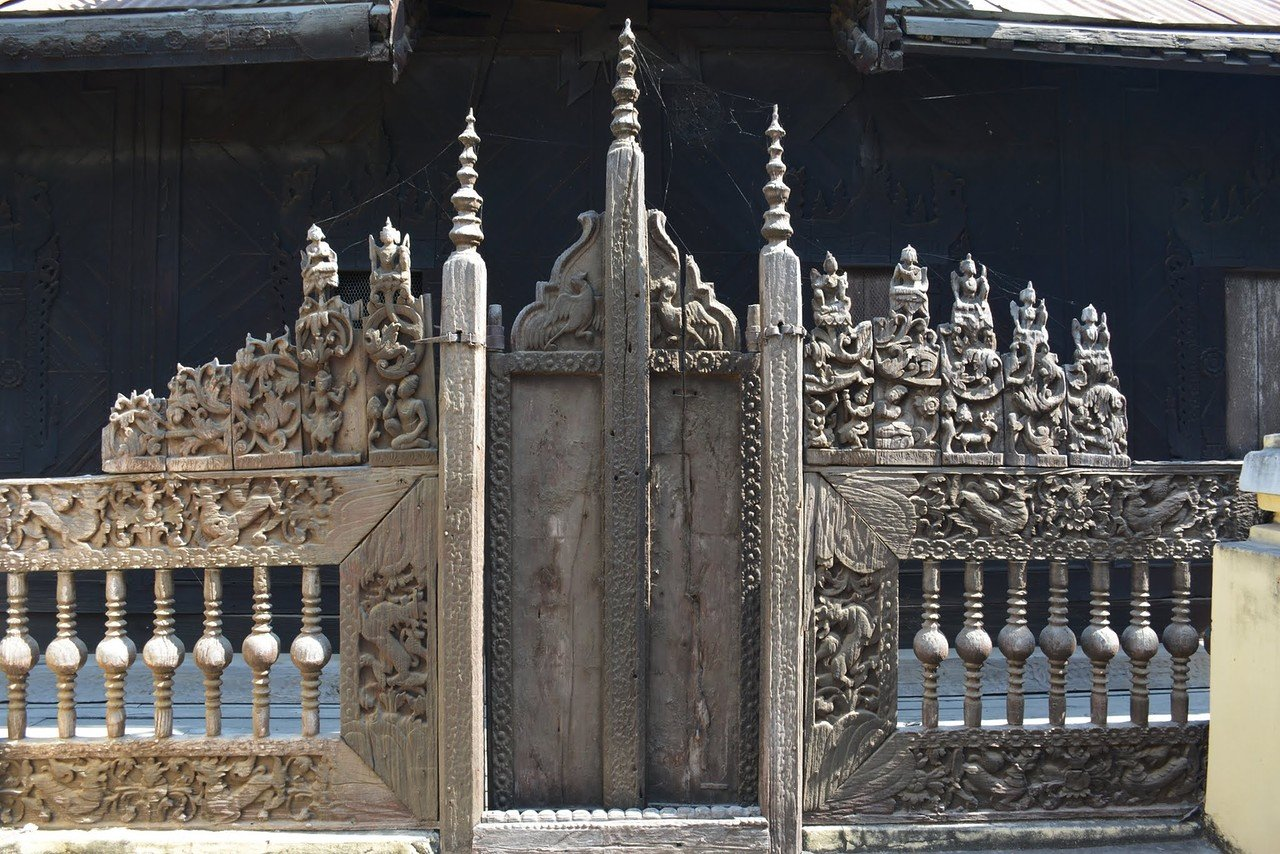
木门
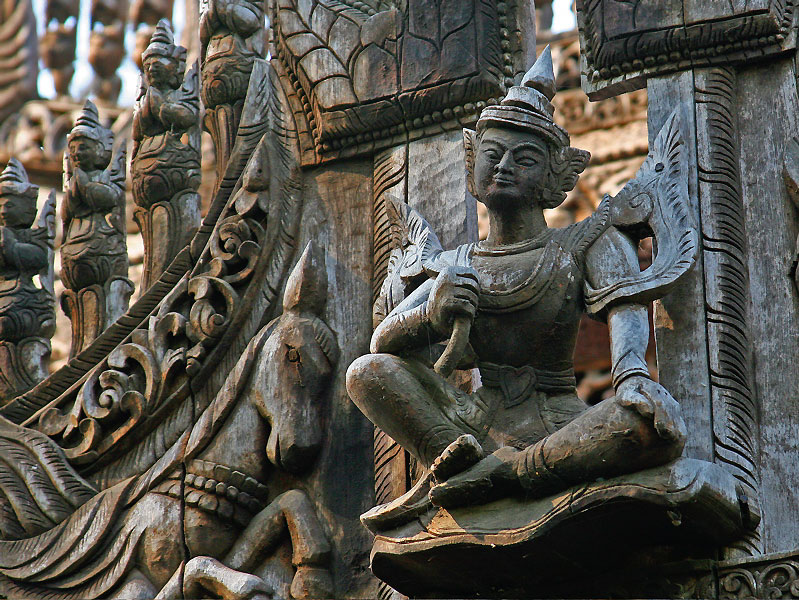
聖觀音木雕

### 书目
- 1. Rangoon: Office of the Superintendent, Govt. Printing, Burma. 1910.
- Fiala, Robert D. . Asian Historical Architecture. 2002  [2013-11-11]. （原始内容存档于2023-07-15）.